# Runc (gmina Scărișoara)
Runc – wieś w Rumunii, w okręgu Alba, w gminie Scărișoara. W 2011 roku liczyła 133 mieszkańców.